# دوغانيلية مجال الورقة
دوغانيلية مجال الورقة (الاسم العلمي: Duganella phyllosphaerae) هي نوع من البكتيريا، سلبية الغرام، تتبع جنس الدوغانيلية.